# Glyptodontopelta
Glyptodontopelta mimus
Genre
Espèce
Glyptodontopelta (signifiant « bouclier de Glyptodon ») est un genre éteint de dinosaures Nodosauridae du Nouveau-Mexique (États-Unis) qui a vécu au Crétacé supérieur (Maastrichtien inférieur à supérieur, 69 à 66 Ma) dans ce qui est aujourd'hui le membre Naashoibito de la formation d'Ojo Alamo (en). Le type et l'unique espèce, Glyptodontopelta mimus, est connu grâce à de nombreux spécimens qui consistent en des ostéodermes, une denture, une supra-orbite et des fragments d'os. Il a été nommé en 2000 par Tracy Lee Ford (d). Edmontonia australis est un synonyme junior de Glyptodontopelta.

## Découverte et dénomination

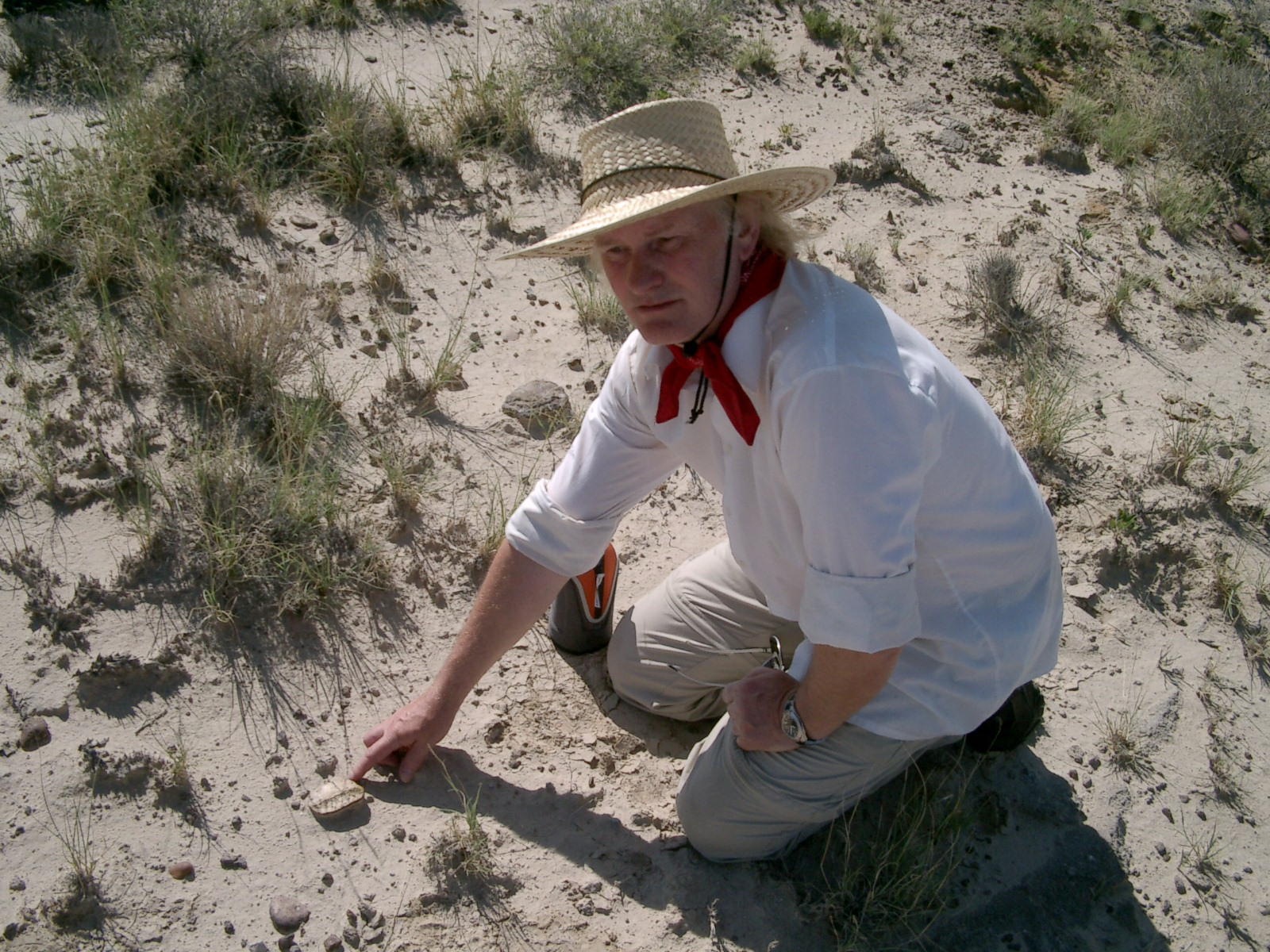
Le découvreur Warwick Fowler montre un ostéoderme de Glyptodontopelta à "Warwick's Ankylosaur Hill", localité du spécimen connu le plus complet SMP VP-1580 (2003).

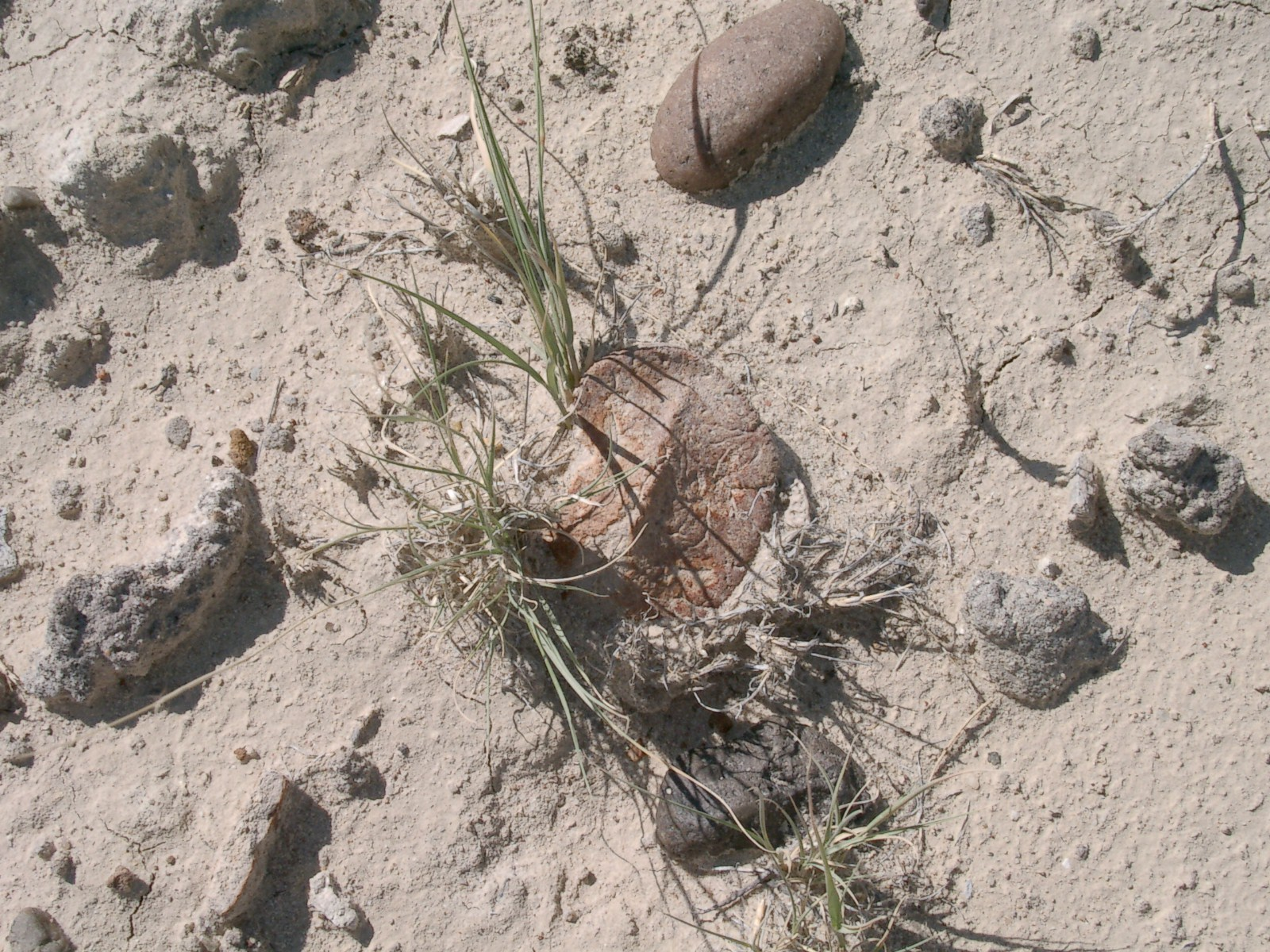
Ostéoderme provenant du spécimen connu le plus complet (SMP VP1580) du dinosaure Nodosauridae Glyptodontopelta, tel qu'il a été trouvé à l'origine dans le bassin de San Juan, au Nouveau-Mexique (2003).

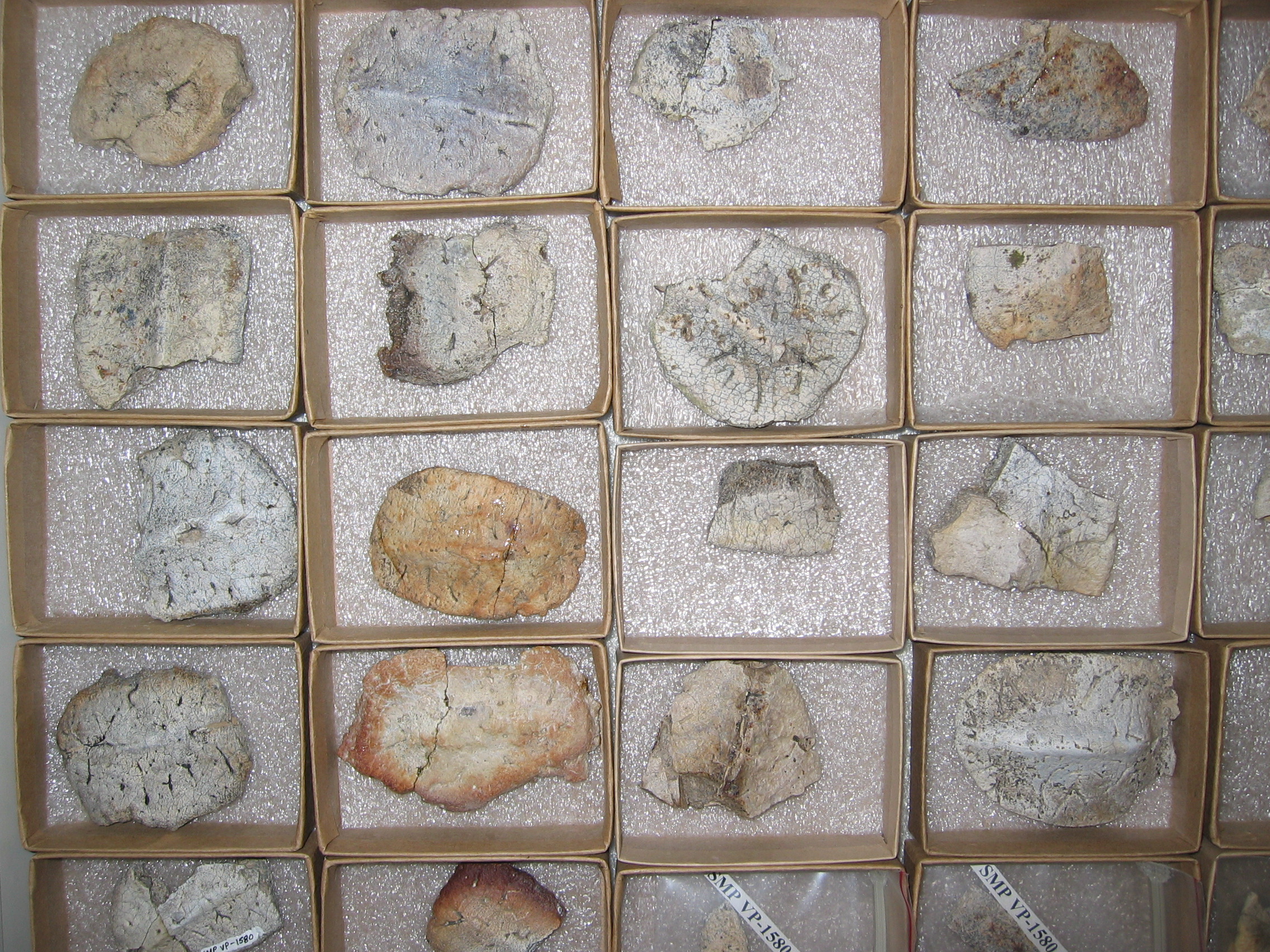
Ostéodermes de SMP VP1580.

Des fossiles de Glyptodontopelta, constitués uniquement d'une armure osseuse, ont été découverts dans l'État américain du Nouveau-Mexique. L'espèce type, Glyptodontopelta mimus, a été décrite par Tracy Lee Ford en 2000. L'holotype, USNM 8610, consiste en trois morceaux d'ostéodermes plats fusionnés, trouvés dans la Formation Ojo Alamo du Campanien-Maastrichtien. Le spécimen connu le plus complet, SMP VP-1580, comprend la partie distale d'une mandibule gauche (dentaire), un supraorbitaire gauche, et plus d'une centaine d'ostéodermes et de fragments.

## Classification
Il a été jugé comme un nom douteux, un nomen dubium, dans une revue de 2004 sur les Ankylosauria, mais une publication de 2008 par Michael Burns a confirmé avec Ford que son armure était suffisamment distinctive pour le considérer comme valide. Burns a également assigné Glyptodontopelta aux Nodosauridae - rejetant les Stegopeltinae de Ford - et a proposé qu'un autre taxon blindé du Nouveau-Mexique, Edmontonia australis, soit un synonyme de Glyptodontopelta mimus, sur la base d'une analyse de la taille et de la forme de l'armure,.